# دفن في البحر

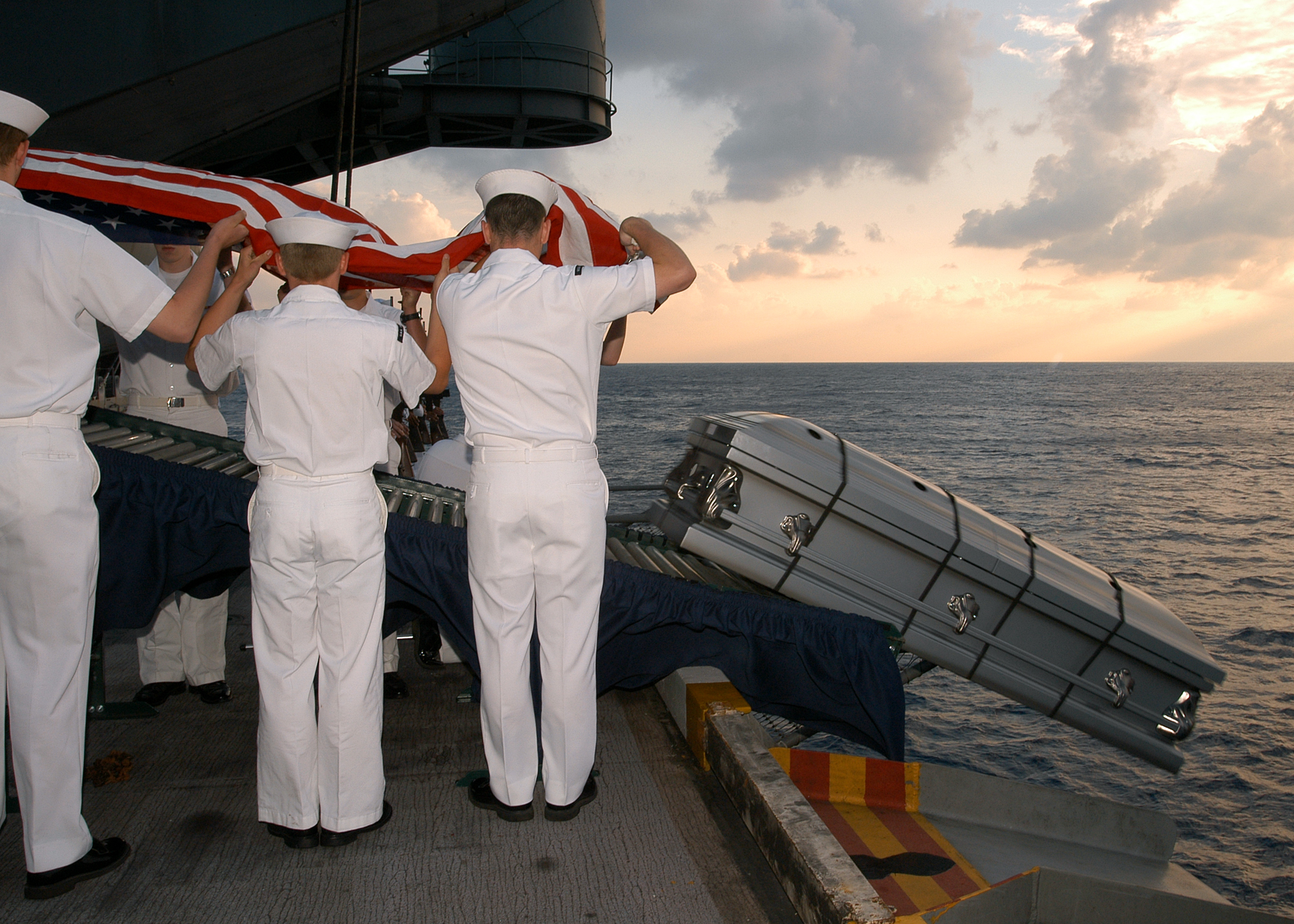
كررت البحرية الأمريكية عملية دفن الموتى إلى البحر منذ الحرب العالمية الثانية

دفن في البحر (بالإنجليزية: Burial at sea)‏ (بالألمانية: Seebestattung) ، هي عملية الدفن للميت في البحر أو المحيط ، وهي عملية التخلص من البقايا البشرية ، ويدفن الميت في الغالب إما في القبر أ, في السفينة ، ويتم ذلك الدفن عن طريق المواظنين في العديد من البلاد.

## أعلام
- تشنغ خه
- ريتشارد إي. فلمنج
- دينيس ويلسون
- كيلي جونسون

## مصدر
1. ↑  Stock Footage - U.S. Navy TBF Avenger gunner from USS Essex is buried at sea with his aircraft during World War II نسخة محفوظة 15 يوليو 2016 على موقع واي باك مشين.